# The Journal of Chemical Thermodynamics
The Journal of Chemical Thermodynamics is een internationaal, aan collegiale toetsing onderworpen wetenschappelijk tijdschrift op het gebied van de
fysische chemie en de thermodynamica.
De naam wordt in literatuurverwijzingen meestal afgekort tot J. Chem. Therm.
Het wordt uitgegeven door Elsevier en verschijnt maandelijks.
Het eerste nummer verscheen in 1969.